# Courtesoult-et-Gatey
Courtesoult-et-Gatey ist eine Gemeinde im französischen Département Haute-Saône in der Region Bourgogne-Franche-Comté.

## Geographie
Courtesoult-et-Gatey liegt auf einer Höhe von 260 m über dem Meeresspiegel, acht Kilometer östlich von Champlitte und etwa 52 Kilometer nordwestlich der Stadt Besançon (Luftlinie). Die Doppelgemeinde erstreckt sich im Westen des Départements, in der Plateaulandschaft zwischen den Tälern von Salon und Vannon, nordwestlich des Saônetals, am Rand der Forêt de Dampierre.
Die Fläche des 10,17 km² großen Gemeindegebiets umfasst einen Abschnitt im Bereich des Plateaus nördlich des Saônetals. Die Plateaulandschaft wird von Trockentälern untergliedert, die sich nach Süden zum Salon öffnen. Die östliche Abgrenzung verläuft in der Combe Sylvestre, die südwestliche in der Combe de Gatey. Die Hochfläche liegt durchschnittlich auf 260 m. Sie besteht aus einer Wechsellagerung von kalkigen und sandig-mergeligen Sedimenten der oberen und mittleren Jurazeit. Auf dem Plateau herrscht landwirtschaftliche Nutzung vor, doch gibt es auch größere Waldflächen. Mit 309 m wird auf der Anhöhe des Bois d'Aumonières die höchste Erhebung von Courtesoult-et-Gatey erreicht. Nach Westen erstreckt sich das Gemeindeareal bis in den Bois de Groslières (303 m), nach Osten bis an den Rand der Forêt de Dampierre. Auf dem gesamten Gebiet gibt es keine oberirdischen Fließgewässer, weil das Niederschlagswasser im verkarsteten Untergrund versickert.
Die Gemeinde besteht aus folgenden Ortsteilen:
- Courtesoult (260 m) östlich des Höhe des Bois d'Aumonières
- Gatey (255 m) am Hang nördlich der Combe de Gatey

Nachbargemeinden von Courtesoult-et-Gatey sind Pierrecourt und Larret im Norden, Delain im Osten, Achey und Framont im Süden sowie Champlitte im Westen.

## Geschichte
Das Gemeindegebiet von Courtesoult-et-Gatey war schon früh besiedelt. Auf der Flur Les Chailles wurden Spuren eines paläolithischen Siedlungsplatzes sowie Überreste (Keramikfragmente) aus der gallorömischen Epoche gefunden. 
Im Mittelalter gehörte das Gebiet zur Freigrafschaft Burgund und darin zum Gebiet des Bailliage d’Amont. Courtesoult wird als Courtesou, Courtesour, Cortesor, Cortesoz und Courtesous erwähnt. Der Ortsname leitet sich vom germanischen Personennamen Isold  und dem altfranzösischen Wort cort (Hof) ab und bedeutet so viel wie Hof des Isold. Gatey wird als Gastel erwähnt. Seit dem 12. Jahrhundert bildete Courtesoult eine eigene Herrschaft, die den Herren von Vergy gehörte. 1457 kam Courtesoult an die Kommende Aumonières, die bereits im 12. Jahrhundert Grundbesitz und Rechte im Dorf hatte. Der Ort wurde 1569 von Truppen des Herzogs von Zweibrücken geplündert und gebrandschatzt. Zusammen mit der Franche-Comté gelangten beide Dörfer mit dem Frieden von Nimwegen 1678 definitiv an Frankreich. Im Jahr 1808 fusionierten Courtesoult (1806: 254 Einwohner) und Gatey (1806: 177 Einwohner) zur Doppelgemeinde. Heute ist Courtesoult-et-Gatey Mitglied des 42 Ortschaften umfassenden Gemeindeverbandes Communauté de communes des Quatre Rivières.

## Sehenswürdigkeiten
Die einschiffige Dorfkirche von Courtesoult wurde 1785 neu erbaut und 1831 restauriert. Sie besitzt reiches Mobiliar und einen Hauptaltar aus Marmor. Ebenfalls sehenswert sind ein halbkreisförmiger Brunnen aus dem 19. Jahrhundert sowie zahlreiche steinerne Wegkreuze.

## Bevölkerung
| Jahr                       | 1962 | 1968 | 1975 | 1982 | 1990 | 1999 |
| Einwohner                  | 119  | 120  | 102  | 80   | 76   | 72   |
| Quellen: Cassini und INSEE |      |      |      |      |      |      |

Mit 59 Einwohnern (Stand 1. Januar 2022) gehört Courtesoult-et-Gatey zu den kleinsten Gemeinden des Département Haute-Saône. Während des gesamten 20. Jahrhunderts nahm die Einwohnerzahl kontinuierlich ab (1881 wurden noch 316 Personen gezählt).

## Wirtschaft und Infrastruktur
Courtesoult-et-Gatey ist noch heute ein vorwiegend durch die Landwirtschaft (Ackerbau, Obstbau und Viehzucht) und die Forstwirtschaft geprägtes Dorf. Außerhalb des primären Sektors gibt es nur sehr wenige Arbeitsplätze im Ort. Einige Erwerbstätige sind auch Wegpendler, die in den größeren Ortschaften der Umgebung ihrer Arbeit nachgehen.
Die Ortschaft liegt abseits der größeren Durchgangsachsen an einer Departementsstraße, die von Larret nach Achey führt. Weitere Straßenverbindungen bestehen mit Margilley und Framont.